# Nouveau cimetière de Saint-Jean
Le nouveau cimetière de Saint-Jean (en estonien : Uus-Jaani kalmistu) est un cimetière de Tartu en Estonie. 

## Présentation
Le cimetière est situé le long de la rue Puiestee tänav du côté de l'ancien cimetière de Saint-Pierre, en bordure de l'affleurement du côté de la rivière.
Les premières funérailles au niveau cimetière de Saint-Jean remontent à avril 1890. 
Initialement, il s'appelait le nouveau cimetière paroissial allemand.
Le cimetière abrite aussi le monument de la Première Guerre mondiale érigé par le gouvernement de Lettonie en 1930 à la mémoire de 180 soldats des forces de chasse lettones et de 98 réfugiés lettons morts pendant la Première Guerre mondiale. 
Conçu par l'architecte letton A. Birzenieks, le monument a été restauré en 1976 par Elmar Rätsep.

## Galerie

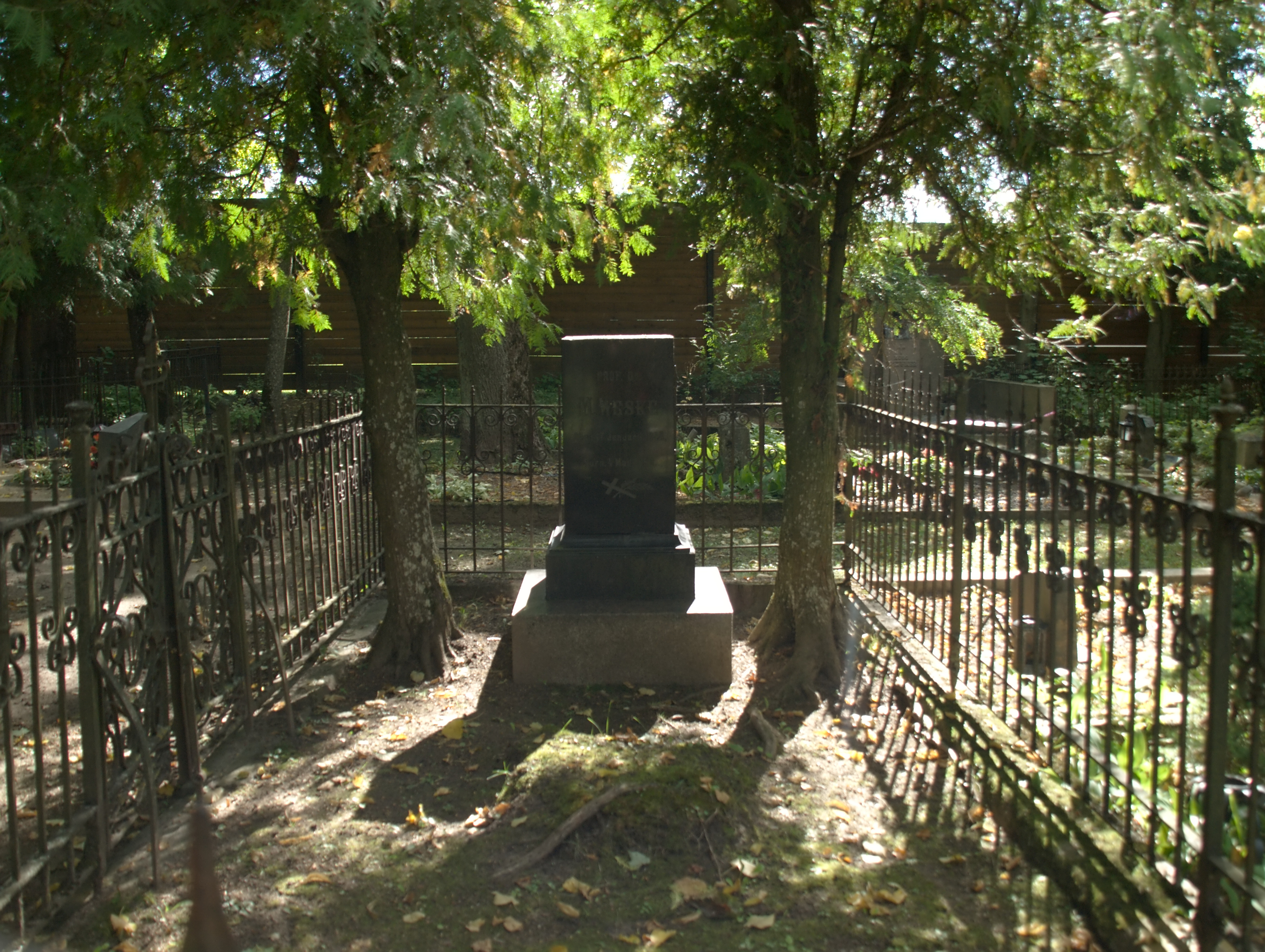
Tombe de Mihkel Veske
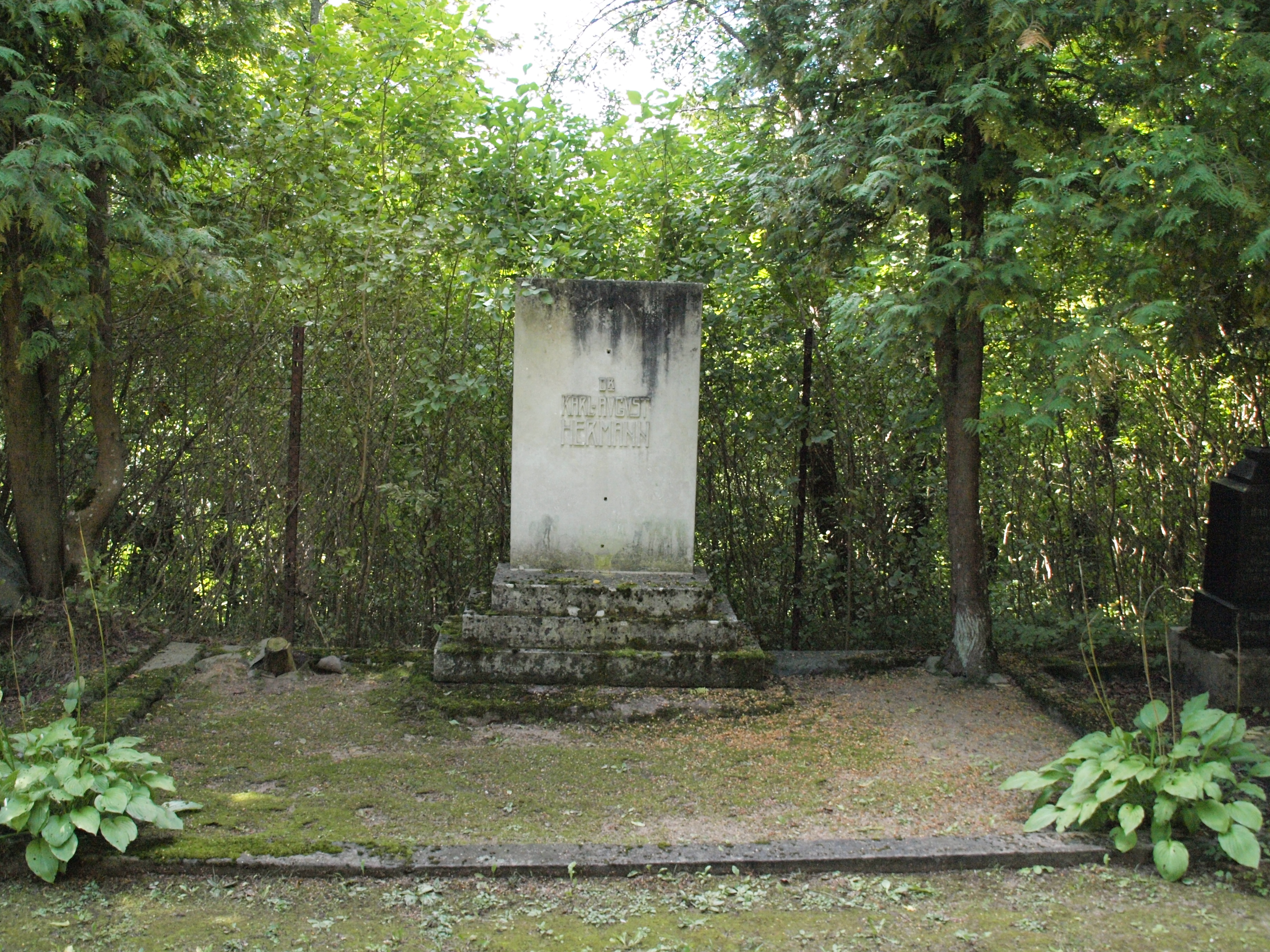
Tombe de Karl August Hermann.
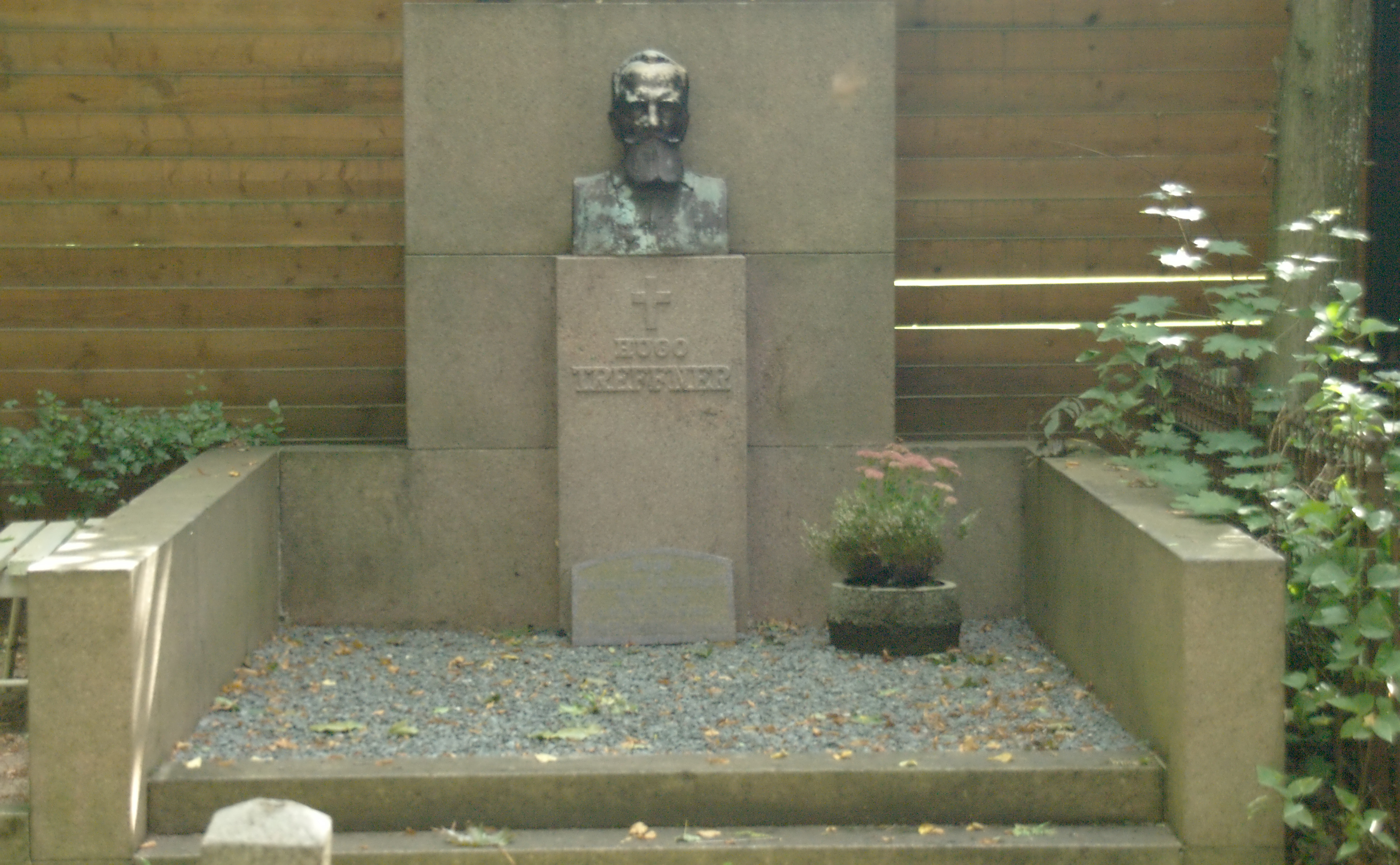
Tombe de Hugo Treffner.